# Luís Barbosa
Luís Barbosa (Macaé, 1910 – Rio de Janeiro, 1938) est un musicien brésilien.

## Biographie
Luís dos Santos Barbosa naît à Macaé, dans l'État de Rio de Janeiro, le 7 juillet 1910.
Il se fait remarquer sur la scène musicale radiophonique des années 1930 pour sa bossa nova et plus tard pour avoir été le premier à utiliser son chapeau comme tambourin. Il produit aussi un grand nombre de sambas de breque qui donnent plus de visibilité à sa bossa. Sa carrière débute en 1931, lorsqu'il enregistre son premier album, pour Odeon. Il enregistre notamment No Tabuleiro da Baiana, d'Ary Barroso, aux côtés de Carmem Miranda.
Luís Barbosa joue de son chapeau de paille comme d'un tambourin, obtenant un son sourd. Un autre instrument associé à Luís Barbosa est le « crayon dans les dents », qui consiste à tenir un crayon de manière à permettre des percussions répétées du crayon sur les dents de devant supérieures. Cette technique est utilisée par Luís Barbosa dans la célèbre samba Gago Apaixonado de Noel Rosa, dans un enregistrement avec le compositeur lui-même chantant, en 1930. Le film de Walt Disney de 1944 Les Trois Caballeros comprend également un personnage touchant ses dents avec son crayon, dans la chanson Os Quindins de Ia-Iá d'Ary Barroso.
Luís dos Santos Barbosa meurt le 8 octobre 1938, à l'âge de 28 ans, des suites de la tuberculose.

## Postérité
De nombreux chanteurs prendront plus tard Luís Barbosa comme référence et il est considéré aujourd'hui comme l'un des plus grands chanteurs de cette époque. Selon le chercheur Sylvio Tullio Cardoso, Luís Barbosa était « doté d'un extraordinaire sens de l'humour, il chantait dans un style léger, agile et fortement suggestif. À ce jour, aucun chanteur de samba ne l'a vraiment remplacé ».